# Apostates
Apostates es un género monotípico de plantas fanerógamas perteneciente a la familia de las asteráceas. Su única especie Apostates rapae,  es originaria de la Polinesia Francesa.

## Taxonomía
Apostates rapae fue descrita por (F.Br.) Lander y publicado en Australian Systematic Botany 2(1): 130. 1989.
Sinonimia
- Olearia rapae F.Br.